# 주일미사중계
주일미사중계는 매주 일요일 저녁 7시에 cpbc TV에서 방송된 전례 프로그램이다.